# Животът е прекрасен (пиеса)
„Животът е прекрасен“ е българското наименование на руската съветска театрална пиеса „Самоубиецът“ (на руски: „Самоубийца“), играна в Народния театър „Иван Вазов“ в София.

## История
Пиесата е написана през 1928 г. от руския съветски писател Николай Ердман (1900 – 1970), лауреат на Сталинска премия. Високо е оценена от  Максим Горки, Анатолий Луначарски, Константин Станиславски. Няколко пъти е поставяна в Москва, но по личната препоръка на Сталин не е допусната до представление.
Все пак приживе на автора е публикувана на руски във ФРГ и играна в Гьотеборг (Швеция) през 1969 г. Скоро е преведена на немски и се играе в Цюрих (Швейцария), Виена (Австрия), Мюнхен и Франкфурт на Майн (Западна Германия), Западен Берлин. По-късно се играе във Франция, Канада, САЩ (Ню Йорк, Вашингтон, Чикаго и др.), Великобритания.
Пиесата се играе за първи път в СССР след смъртта на автора – чак през 1982 г. в Театъра на сатирата в Москва за кратко, но скоро е снета. Представленията се възобновяват едва през 1986 г.

## България
Спектакълът в София е създаден по текста на оригиналната пиеса. Премиерата му е в Народния театър „Иван Вазов“ на 31 март 2012 г. Режисьор е Александър Морфов.
В него участват Камен Донев, Рени Врангова, Светлана Янчева, Пламен Пеев, Албена Колева, Руси Чанев, Стефания Колева, Теодор Елмазов, Дарин Ангелов, Деян Ангелов, Валентин Танев, Павлин Петрунов, Биляна Петринска, Йордан Петков, Емил Марков, Стефан Къшев, Любомир Петкашев и Вяра Табакова.
По-късно към състава се присъединяват Радина Боршош, Стелиан Радев, Валери Сегменски и Иван Бърнев, който замества живеещия в чужбина Пламен Пеев.